# Leptocerus biwae
Leptocerus biwae là một loài Trichoptera trong họ Leptoceridae. Chúng phân bố ở miền Cổ bắc.